# Пандил Георгиев
Пандил (Пандо) Георгиев е български революционер, деец на Вътрешната македоно-одринска революционна организация.

## Биография
Пандил Георгиев е роден в леринското село Пътеле, тогава в Османската империя. Присъединява се към ВМОРО. По време на Балканските войни е македоно-одрински опълченец в четата на Алексо Джорлев, Първа рота на Осма костурска дружина. След войните за национално обединение остава инвалид и живее в България.